# Calathea glaziovii
Calathea glaziovii là một loài thực vật có hoa trong họ Marantaceae. Loài này được Benth. mô tả khoa học đầu tiên năm 1883.